# Трефц, Генриетта
Генриетта Каролина Йозефа Трефц-Халупецкая (нем. Henriette Karoline Josefa Treffz-Chalupetzky, также Йетти Трефц (Jetty Treffz), настоящее имя Генриетта Халупецкая, Henriette Chalupetzky; 1 июля 1818, Вена — 8 апреля 1878, Вена) — австрийская оперная певица, сопрано. Первая супруга Иоганна Штрауса-младшего.

## Биография
Генриетта родилась в семье венского ювелира Йозефа Халупецкого, родом из Богемии, и Генриетты Трефц, родом из семьи вюртембергского чиновника. Мать Генриетты приходилась внучкой Маргарите Трефц, урождённой Шван, дочери издателя Фридриха Шиллера Кристиана Фридриха Швана, вошедшей в историю как Лаура, возлюбленная юности Шиллера. Йетти, как её звали дома, с детства обучалась пению. В 1837 году состоялся её дебют в Театре у Каринтийских ворот, и она взяла себе сценическим псевдонимом девичью фамилию матери. В 1839 и 1841 годах Трефц выступала в придворном театре в Дрездене, Брно и Лейпциге. В 1844 году у Йетти начался роман с богатым фабрикантом еврейского происхождения Морицем Тодеско. В этой связи родилось две дочери — Франциска и Луиза Генриетта Алоизия, которых Тодеско удочерил. Сыновей Алоиса, Генриха, Эмиля и Альфреда Трефц-Халупецкая родила от других мужчин. Незадолго до знакомства с Тодеско Йетти Трефц родила дочь Генриетту от итальянского архитектора. Из-за различий в вероисповедании Тодеско и Трефц никогда не были женаты, однако певица любила, когда её называли баронессой Тодеско, хотя титул барона получил только брат Морица, Эдуард, в 1869 году.
Во дворце Тодеско Трефц познакомилась со своим будущим мужем Иоганном Штраусом. Барон Тодеско был не против их брака и даже дал Йетти богатое приданое. Их свадьба состоялась 27 августа 1862 года в соборе Святого Стефана. На приданое они купили большой дом в Вене, в котором жили вдвоём, так как последних двоих маленьких дочерей Йетти оставила с бароном, а остальные дети уже имели собственные семьи.
В браке со Штраусом детей не было. Трефц активно занималась подготовкой гастролей Штрауса и копированием нот. Историки полагают, что именно Трефц посоветовала Штраусу заняться опереттой.
Похоронена в Вене на Хитцингском кладбище.
Имя Трефц носит один из переулков в Хитцинге.